# Constantin Guys

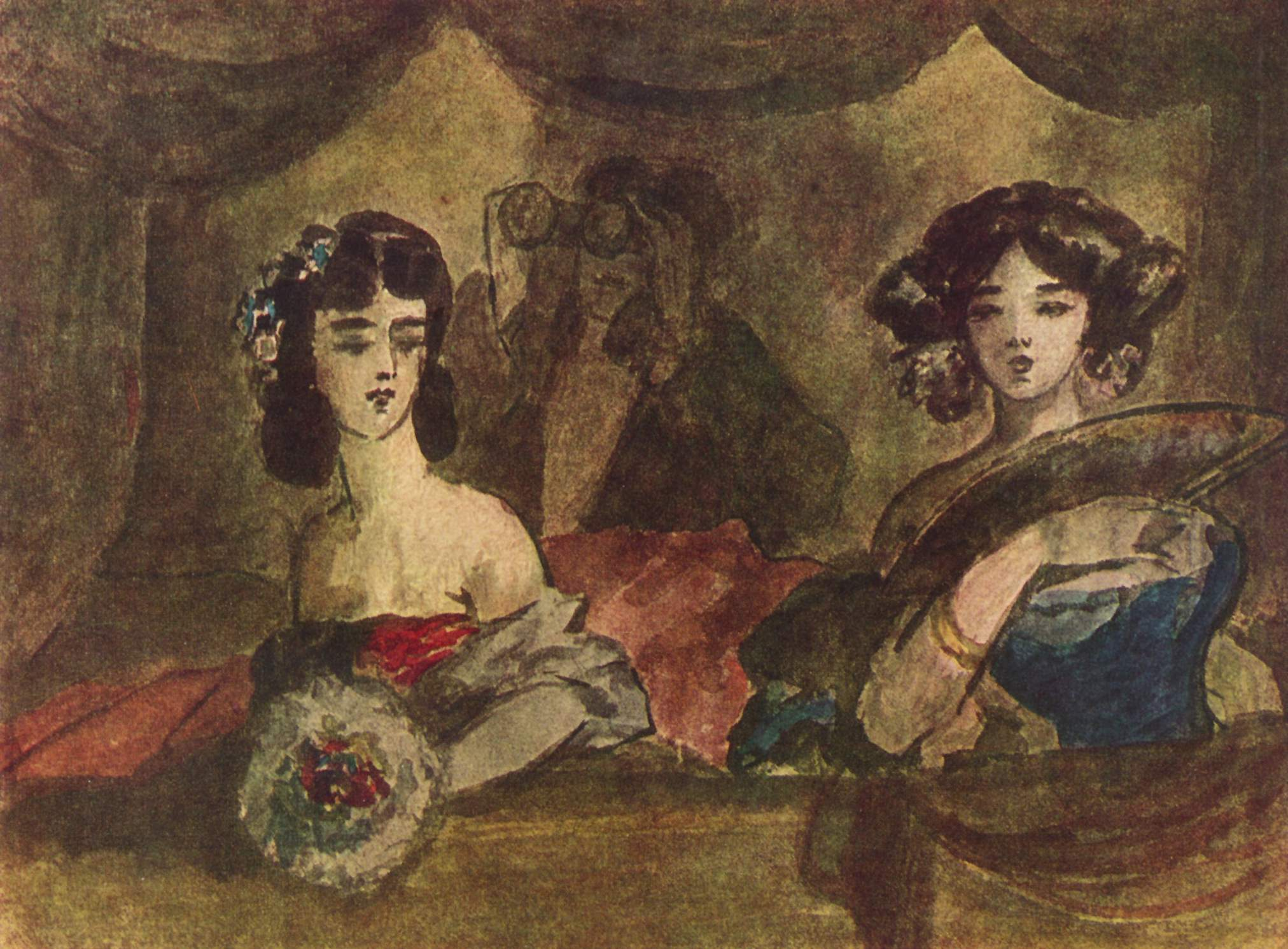
La Loge de l'opéra, av Constantin Guys.

Constantin Guys, född 3 december 1802 i Vlissingen, död 13 december 1892 i Paris, var en nederländsk-fransk konstnär och illustratör.
Efter en äventyrlig ungdom, där han tillsammans med George Gordon Byron deltog i grekiska frihetskriget, företog Guys resor i Orienten. Som tecknare för Illustrated London News deltog Guys i Krimkriget. På 1860-talet var Guys mer stadigvarande bosatt i Paris, vars fester och publika tilldragelser han skildrar utan tendens i livfulla improvisationer, ofta i pennteckningar med sparsamt pålagd färg eller lavering.